# Адлард, Марк
Питер Маркус Адлард (англ. Peter Markus Adlard), известный как Марк Адлард (англ. Mark Adlard) — английский писатель-фантаст.

## Биография
Родился в Ситон-Кэрью (город Дарэм), окончил Тринити-колледж в Кембридже с дипломом педагога и Оксфордский университет, защитил диссертацию по экономике в Лондонском университете, работал менеджером по продаже, администратором в различных сталелитейных фирмах в Мидлсбро, Йоркшире, Кардиффе и Кенте. С 1976 года — на пенсии. Первая публикация — «Конец» (1968). Свои профессиональные знания использовал в трилогии фантастических романов «Tcity» ("Interface, 1971; «Volteface», 1972; «Multiface», 1975), в которых затрагиваются темы сверхиндустриализации, автоматизации, революции, секса. Роман «The Greenlander» (1978) должен был начать внежанровую трилогию, но другие тома не появились. По мнению автора «Энциклопедии научной фантастики» Питера Николса, книги Адларда заслуживают большей известности.